# 비디오 서바이벌 디렉터스
《비디오 서바이벌 디렉터스》는 OGN에서 두 시즌 동안 방송되었던 아마추어 영상 제작자 서바이벌 프로그램이다.

## 시즌1
1차예선에서 500여 팀 중 50팀을 선발한 뒤, 면접을 통해 18팀만 남긴다. 그리고 합숙훈련을 통해 8팀을 뽑은 후 토너먼트 형식으로 우승팀을 가린다. 우승 시 2천만원의 상금이 지급되고 OGN 인턴으로 특별 채용된다.
- 우승: 4연출가
- 준우승: LET'S
- Top4: SMAC, 아미고

## 시즌2
6명의 감독이 참여하며, 투표를 통해 선정된 세 감독이 최종 대결을 벌인다. 우승 감독에게는 3천만원이 지급되며, 우승 감독을 도운 서포터들에게는 CJ E&M 인턴십 기회가 제공된다.
- 우승감독: 윤혜렴
- Top3: 노진수, 신우석
- Top6: 신준형, 정광준, 피터바닐라